# Братья Радченко
Братья Радченко — Сергей Николаевич и Николай Николаевич (род. 1 февраля 1958, Токмак) — советский и российский дуэт братьев-близнецов. Заслуженные артисты России (2003).

## Биография
Сергей и Николай Николаевичи Радченко родились 1 февраля 1958 года в Токмаке.
Оба брата служили в Советской армии в Ленинградском военном округе в местном ансамбле песни и пляски.
После демобилизации окончили Киевский государственный театральный институт им. Карпенко-Карого (ныне Киевский национальный университет театра, кино и телевидения имени И. К. Карпенко-Карого). Завершив образование в театральном вузе, поступили в театр Аркадия Райкина. Служили в Ленинградском театре миниатюр. 
В 1984 году выступили на передаче «С песней по жизни».
С 1985 года по настоящее время — артисты Москонцерта.
Песни для артистов на стихи Анатолия Поперечного писали композиторы Александр Морозов и Александр Пляченко («Малиновый звон», «Домик окнами в сад», «Зорька алая» и другие). Одним из авторов слов и музыки песен в исполнении артистов является Анатолий Доровских («Иволга», «Признание», «Солдатские сны», «Не улетай, Душа» и другие). 
В 2003 году за вклад в отечественную музыкальную культуру каждому из них было присвоено почётное звание Заслуженного артиста Российской Федерации.

## Дискография
- 1999 — «Домик окнами в сад. Поют братья Радченко» (MC)
- 2000 — «Домик окнами в сад» (CD)
- 2000 — «Туман-туманище»
- 2002 — «Два друга, два брата»
- 2002 — «Зорька алая. Легенды жанра. Лучшие песни»
- 2004 — «Иволга»
- 2005 — «Избранное»
- 2012 — «И снова в путь…»